# Канчоч
Канчоч (устар. Канчач, в верхнем и среднем течении Парион) — река протекающая по территории Айнинского района Согдийской области Таджикистана. Правый приток реки Сарытаг впадающий в него в 2,6 км от устья (бассейн Фандарьи). Берёт начало на северных склонах Гиссарского хребта.
Длина — 13 км. Площадь водосбора — 84,6 км². Количество рек протяжённостью менее 10 км расположенных в бассейне Канчоч — 13, их общая длина составляет 25 км.